# Christiane Becker-Neumann

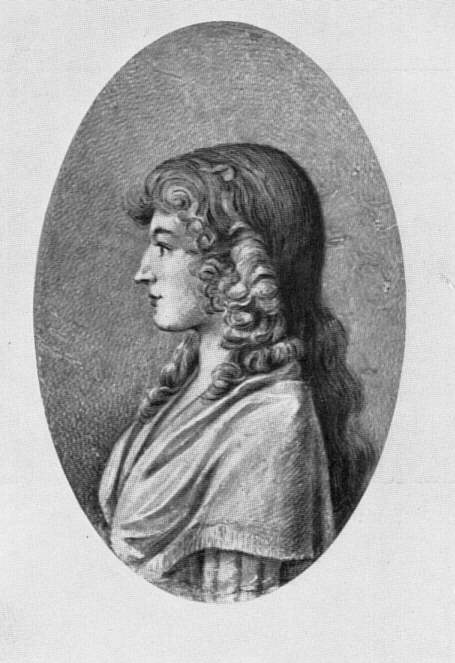
Christiane Becker-Neumann

Christiane Luise Amalie Becker-Neumann geborene Neumann (* 15. Dezember 1778 in Crossen an der Oder in der Neumark; † 22. September 1797 in Weimar) war eine durch Johann Wolfgang von Goethe ausgebildete deutsche Schauspielerin.

## Leben und Wirken
Christiane Neumann kam am 15. Dezember 1778 als Tochter des Schauspielerehepaares Johann Christian und Johanna Elisabeth Neumann in Crossen an der Oder zur Welt. Ihr Vater leitete als Direktor eine Schauspielertruppe und unterrichtete sie von Kindes an in der Schauspielkunst. Christiane gab bereits 1784 ihr Debüt auf der Bühne und spielte verschiedene Kinderrollen.

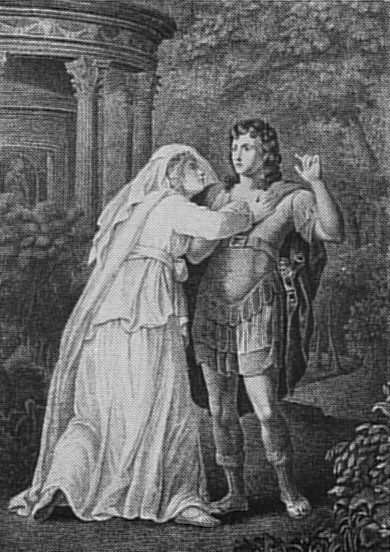
Corona Schröter als Iphigenie und Goethe als Orest

Im selben Jahr kam sie mit ihren Schwestern und Eltern zur Bellomoschen Theatertruppe nach Weimar, dessen Theatersaal im Schloss Wilhelmsburg bereits 1774 bis auf die Grundmauern abgebrannt war und das erst mit dem 1779 errichteten Redouten- und Komödienhaus gegenüber dem Wittumspalais eine neue Bühne erhielt.

### Ausbildung durch Corona Schröter und Goethe
Ihr Debüt in Weimar hatte Neumann 1787 als Neunjährige in der Titelrolle des Edelknaben von J. Engels. Sie gefiel in der Rolle so gut, dass die Herzogin Anna Amalia die bekannte Sängerin und Schauspielerin Corona Schröter beauftragte, das Mädchen auszubilden. Schröter unterrichtete sie nicht nur, sondern nahm sie zwei Jahre bis zu ihrem 11. Lebensjahr bei sich auf.
Nach der Gründung des Weimarer Hoftheaters 1791 wurde Neumann dreizehnjährig zusammen mit ihrem Vater und anderen Schauspielern durch das unter Goethes Direktorat stehende Haus übernommen. Nach dem überraschenden Tod ihres Vaters übernahm Goethe persönlich ihre weitere schauspielerische Ausbildung. Sie war ihm „das liebenswürdigste, natürlichste Talent, das mich um Ausbildung anflehte“. Ihr zuliebe überwand er nach eigenem Zeugnis oft die Theatermüdigkeit.

### Heirat mit Heinrich von Blumenthal alias Heinrich Becker
Mit fünfzehn Jahren heiratete Neumann 1793 den am Weimarer Hoftheater als Regisseur und Schauspieler arbeitenden Heinrich von Blumenthal, der allgemein Becker genannt wurde. Seit diesem Jahre war sie unbestritten auch die erste Liebhaberin des Trauer- und Lustspiels.

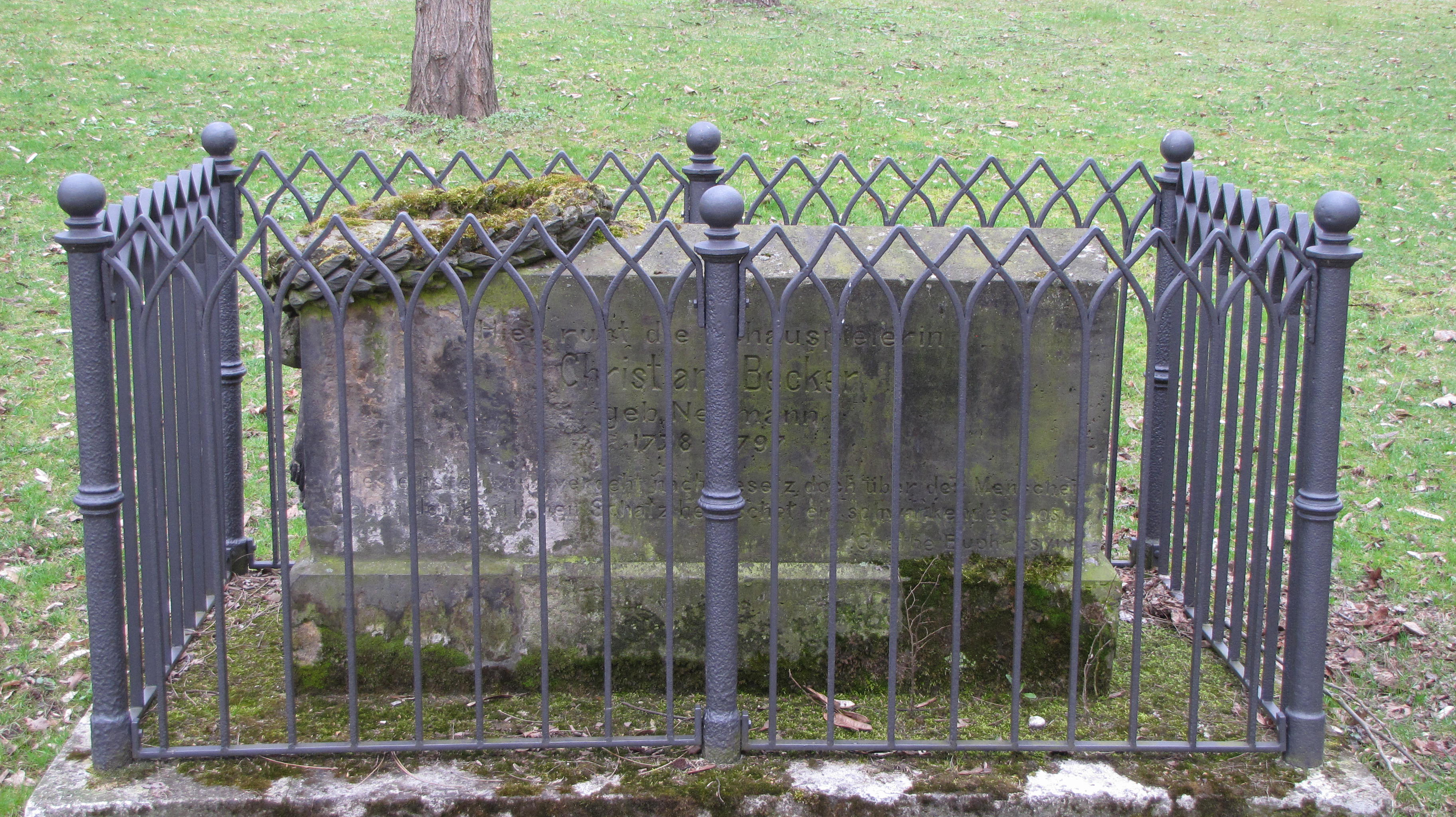
Grab Christiane Becker-Neumanns auf dem Weimarer Jakobsfriedhof

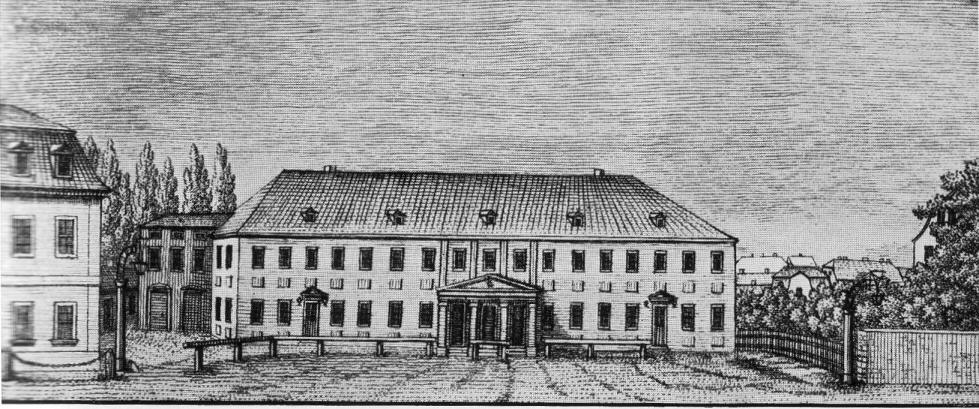
Das Weimarer Hoftheater um 1800

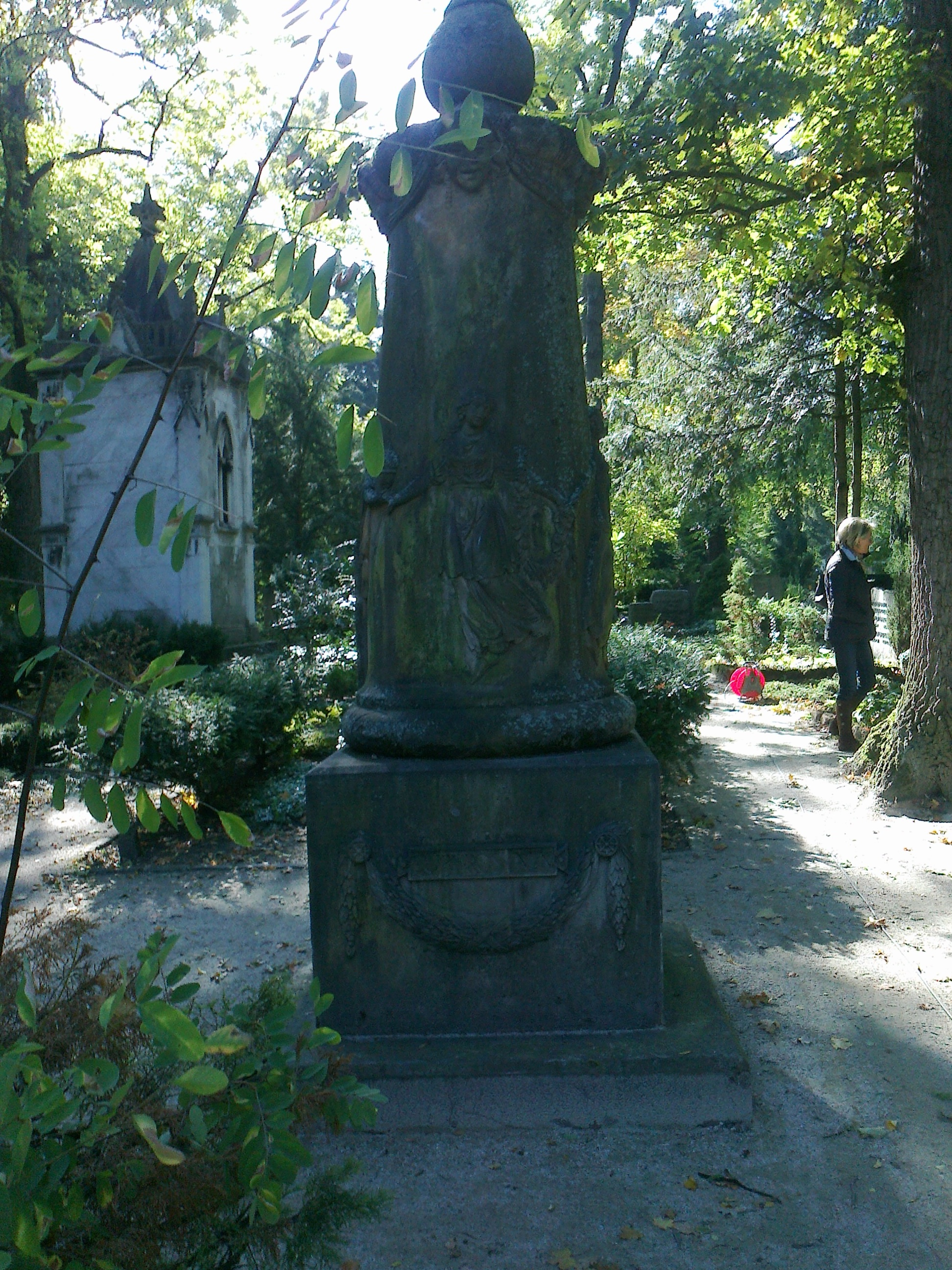
Gedenkstein für Christiane Becker-Neumann auf dem Historischen Friedhof Weimar

Bereits kurze Zeit nach der Geburt ihrer ersten Tochter 1794 stand sie wieder auf der Bühne. Zu ihren glänzendsten Rollen gehörten Emilia Galotti und Minna von Barnhelm aus den gleichnamigen Dramen Lessings, Amalia in Die Räuber, Luise in Kabale und Liebe und Prinzessin Eboli in Don Carlos von Friedrich Schiller, Klärchen in Goethes Egmont und Ophelia in Shakespeares Hamlet. Wieland war von ihr so begeistert, dass er urteilte:

„Wenn sie nur noch einige Jahre so fortschreitet, wird Deutschland bald nur eine Schauspielerin haben.“

Friedrich Wilhelm Gotter, der mit ihr befreundet war, verglich sie mit Charlotte Ackermann.
Im Juni 1796 kam ihre zweite Tochter zur Welt, die aber bald darauf starb. Während des Sommers 1797 erkrankte Becker-Neumann bei einem Gastspiel in Lauchstädt, wobei sich Anzeichen von Tuberkulose verstärkten. Ihre letzten Weimarer Bühnenauftritte hatte sie in der Rolle der Euphrosyne in dem Stück Das Petermännchen. Christiane Becker-Neumann wurde am 18. August zur Erholung nach Hause geschickt. Sie starb im Alter von achtzehn Jahren an den Folgen der Krankheit und wurde auf dem Weimarer Jakobsfriedhof beigesetzt.
Der Maler Carl Friedrich Heinrich Werner ist ihr Enkel.

### Goethe und Christiane Becker-Neumann
Becker-Neumann wurde für Goethe ihrer natürlichen Anmut wegen das Vorbild vieler seiner dramatischen Mädchengestalten. In einem Brief an den Weimarer Generaldirektor Böttiger verrät der Dichter: 

„… so hatte ich sie gewiss vor Augen und meine Mädchen und Frauen bildeten sich nach ihr und ihren Eigenschaften. Es kann größere Talente geben, aber für mich kein anmutigeres.“

Der Dichter schätzte Becker-Neumann aber nicht nur ihrer starken künstlerischen Ausdruckskraft halber, sondern fühlte sich leidenschaftlich zu ihr hingezogen. In einem Brief gesteht er einige Jahre später:

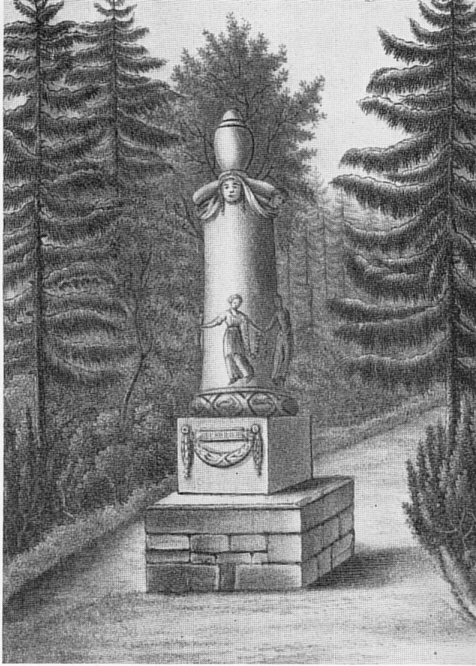
Christiane-Becker-Neumann-Denkmal auf dem Rothäuser Berg

„Ich habe 22 Jahre lang dem Theater vorgestanden, ohne mir eine Schwäche gegen eine Actrise zu verstatten, deren mehrere, besonders Euphrosyne und die Wolff, es mir doch sehr nahe gelegt.“

### Bildnis und Gedenken
Nach ihrem Tod gedachte Goethe, der eben auf einer Schweizreise begriffen war, der Künstlerin in den Distichen seiner Elegie Euphrosyne (1797):

„(…) Lébe wóhl! schon zíeht mich’s dahín in schwánkendem Éilen.

Éinen Wúnsch nur vernímm, fréundlich gewáehre mir íhn:

Láss nicht úngerúehmt mích zu den Schátten hinábgehn!

Núr die Múse gewáehrt éiniges Lében dem Tód.

Dénn gestáltlos schwében umhér in Pérsephonéias

Réiche mássenwéis Schátten, vom Námen getrénnt;

Wén der Díchter áber gerúehmt, der wándelt, gestáltet,

Éinzeln, geséllet dem Chór áller Heróen sich zú.

Fréudig trét’ ich einhér, vón deinem Líede verkúendet,

Únd der Góettin Blíck wéilet gefáellig auf mír.

Míld empfáengt sie mich dánn, und nénnt mich; es wínken die hóhen

Góettlichen Fráuen mich án, ímmer die náechsten am Thrón.

Pénelopéia rédet zu mír, die tréuste der Wéiber,

Áuch Euádne, geléhnt áuf den gelíebten Gemáhl.

Júengere náhen sich dánn, zu frúeh herúnter gesándte,

Únd beklágen mit mír únser geméines Geschíck.

Wénn Antígone kómmt, die schwésterlíchste der Séelen,

Únd Polýxena, trúeb nóch von dem bráeutlichen Tód,

Séh’ ich als Schwéstern sie án, únd trete wúerdig zu íhnen;

Dénn der trágischen Kúnst hólde Geschóepfe sínd sie.

Bíldete dóch ein Díchter auch mích; und séine Gesáenge,

Já, sie vollénden an mír, wás mir das Lében verságt. (…)“

Die von Marie von Wildenbruch 1912 gestiftete Kopie des Döllschen Euphrosyne-Denkmals im Großherzoglichen Park an der Ilm

Die allgemeine Trauer mündete in dem Wunsch nach einem Denkmal der Frühvollendeten. Goethe, Franz Kirms und Karl August Böttiger ermöglichten durch das Sammeln von Geldspenden, dass im Jahre 1800 auf dem Rosenhügel am Rothäuser Garten, einem jetzt nicht mehr zum Park gehörenden östlichen Berghang, das nach Johann Heinrich Meyers Zeichnung von dem Gothaer Bildhauer Friedrich Wilhelm Eugen Döll geschaffene Euphrosyne-Denkmal aufgestellt werden konnte. Dieses wurde 1912 von Gottlieb Elster und seinen Schülern kopiert. Die Kopie steht im Park an der Ilm unweit der Grundstücksgrenze von Goethes Gartenhaus und der Straße Am Horn und wurde von Marie von Wildenbruch, der Ehefrau des Schriftstellers Ernst von Wildenbruch, gestiftet.
Das Denkmal stand ab 1800 gegenüber dem Schloss. Das Original steht seit 1950 auf dem Historischen Friedhof in Weimar hinter Goethes letzter Ruhestätte, der Weimarer Fürstengruft.